# 養父市立関宮学園
養父市立関宮学園（やぶしりつせきのみやがくえん）は、兵庫県養父市吉井にある義務教育学校。

## 概要
養父市初の義務教育学校である。

## 沿革

### 略歴
養父市立関宮学園は、養父市立関宮小学校と養父市立関宮中学校が統合し、2020年4月1日に開校した。

### 年表
- 2020年（令和2年）
  - 4月1日 - 開校。
  - 4月7日 - 開校式挙行[1]。

## 学校行事
| - 4月 入学式・始業式 - 5月 - 6月 | - 7月 終業式 - 8月 - 9月 始業式 | - 10月 - 11月 - 12月 終業式 | - 1月 始業式 - 2月 - 3月 卒業式・終業式 |

## 部活動
- 野球部
- 陸上競技部
- バスケットボール部

- 吹奏楽部

## 通学区域
- 旧関宮町地域:三宅、大谷、万久里、尾崎、関宮、吉井、出合、葛畑、別宮、小路頃、川原場、外野、草出、梨ケ原、丹戸、奈良尾、福定、大久保

## 交通アクセス
- 西日本旅客鉄道（JR西日本）山陰本線 八鹿駅より
  - 全但バス鉢伏行き「関宮中学校前」バス停下車。

## 校区内の主な施設
- 山田風太郎記念館
- 第一学院高等学校養父本校

## 出身者
- 山田風太郎（小説家）

## 通学区域が隣接している学校

### 小中一貫校
- 鳥取県若桜町立若桜学園

### 小学校
- 養父市立大屋小学校
- 養父市立高柳小学校
- 養父市立八鹿小学校
- 香美町立兎塚小学校
- 香美町立小代小学校

### 中学校
- 養父市立大屋中学校
- 養父市立八鹿青渓中学校
- 香美町立村岡中学校
- 香美町立小代中学校